# Bodenwöhr
Bodenwöhr é um município da Alemanha, situado no distrito de Schwandorf, no estado da Baviera. Tem 51,91 km² de área, e sua população em 2019 foi estimada em 4.341 habitantes.